# Mareuil-sur-Lay-Dissais
Mareuil-sur-Lay-Dissais – miejscowość i gmina we Francji, w regionie Kraj Loary, w departamencie Wandea.
Według danych na rok 1990 gminę zamieszkiwało 2207 osób, a gęstość zaludnienia wynosiła 86 osób/km² (wśród 1504 gmin Kraju Loary Mareuil-sur-Lay-Dissais plasuje się na 260. miejscu pod względem liczby ludności, natomiast pod względem powierzchni na miejscu 385.).